# Hällsjön (Möklinta socken, Västmanland)
Hällsjön är en sjö i Sala kommun i Västmanland och ingår i Dalälvens huvudavrinningsområde. Sjön har en area på 0,619 kvadratkilometer och ligger 64 meter över havet. Vid sjöns södra strand finns en badplats.

## Delavrinningsområde
Hällsjön ingår i det delavrinningsområde (666023-154214) som SMHI kallar för Ovan Kilsån. Medelhöjden är 71 meter över havet och ytan är 13,63 kvadratkilometer. Räknas de 16 avrinningsområdena uppströms in blir den ackumulerade arean 112,53 kvadratkilometer. Storån som avvattnar avrinningsområdet har biflödesordning 2, vilket innebär att vattnet flödar genom totalt 2 vattendrag innan det når havet efter 112 kilometer. Avrinningsområdet består mestadels av skog (49 procent) och jordbruk (33 procent). Avrinningsområdet har 0,59 kvadratkilometer vattenytor vilket ger det en sjöprocent på 4,3 procent. Bebyggelsen i området täcker en yta av 0,25 kvadratkilometer eller 2 procent av avrinningsområdet.